# Karsten Schmeling
Karsten Schmeling (født 13. januar 1962 i Hennigsdorf) er en tysk tidligere roer, olympisk guldvinder og dobbelt verdensmester.

## Karriere

### Roning
Schmeling gjorde sig første gang bemærket på den internationale roscene, da han i 1979 var med til at vinde bronze til DDR ved junior-VM i firer uden styrmand, og året efter blev han juniorverdensmester i toer uden styrmand. Som senior kom han først til at ro toer med styrmand, hvor han vandt VM-sølv i 1981 og 1982, hvorpå han kom med i otteren, der ligeledes vandt VM-sølv i 1983. I lighed med de øvrige østtyske sportsfolk kunne han ikke deltage i OL 1984 i Los Angeles, da DDR sammen med flere andre østeuropæiske nationer boykottede disse lege.
I 1985 kom Schmeling med i den østtyske firer med styrmand, der dette år vandt VM-bronze, inden han var med til at blive verdensmester i samme båd året efter. Til VM i 1987 roede han både firer med styrmand, som igen vandt, samt otter, der vandt VM-sølv.
I 1988 var han igen med i fireren med styrmand ved OL i Seoul, hvor Frank Klawonn, Bernd Niesecke, Bernd Eichwurzel og styrmand Hendrik Reiher udgjorde bådens øvrige besætning. Østtyskerne vandt først deres indledende heat i ny olympisk rekordtid, og derpå vandt de deres semifinale. I finalen var de atter overlegne og vandt med næsten tre sekunder ned til Rumænien på andenpladsen, mens New Zealand fik bronze.
Efter endnu en sæson i firer med styrmand, der blev nummer fire ved VM i 1989, indstillede han sin elitekarriere. Ud over de internationale resultater opnåede han at blive østtysk mester i firer med styrmand i 1986 og 1988.

### Videre karriere
Schemling arbejdede ved siden af rokarrieren som politimand, og efter den tyske genforening arbejdede han i en periode som automekaniker i Hamm.

## OL-medaljer
- 1988:  Guld i firer med styrmand